# 小行星8045
小行星8045（英語：8045 Kamiyama）是一颗围绕太阳公转的小行星。1995年1月6日，小林隆男在大泉町发现了此天体。
这颗小行星的绝对星等为248.7980260748496等。